# Yigoga aequicuspis
Yigoga aequicuspis là một loài bướm đêm trong họ Noctuidae.